# Amila Jayasiri
V.P. Amila Jayasiri (* 24. Januar 1994) ist ein sri-lankischer Leichtathlet, der sich auf den Weitsprung spezialisiert hat.

## Sportliche Laufbahn
Erste internationale Erfahrungen sammelte Amila Jayasiri im Jahr 2016, als er bei den Südasienspielen in Guwahati mit einer Weite von 7,46 m die Bronzemedaille hinter den Indern Ankit Sharma und Kumaravel Premkumar gewann. Im Jahr darauf nahm er an den Asian Indoor & Martial Arts Games in Aşgabat teil und gewann dort mit 7,45 m die Silbermedaille hinter dem Vietnamesen Nguyễn Tiến Trọng. 2019 wurde er dann bei den Südasienspielen in Kathmandu mit 7,59 m Vierter.
In den Jahren 2016 und 2019 wurde Jayasiri sri-lankischer Meister im Weitsprung.

## Persönliche Bestleistungen
- Weitsprung: 8,15 m, 16. August 2016 in Diyagama (sri-lankischer Rekord)
  - Weitsprung (Halle): 7,45 m, 19. September 2017 in Aşgabat